# Jan Adam Kruseman
Jan Adam Kruseman (Haarlem, Pays-Bas, 12 février 1804 – Haarlem, Pays-Bas, 17 mars 1862), peintre néerlandais. Portraitiste renommé de son vivant, il est maintenant presque oublié.

## Biographie
Jan Adam Kruseman vit à Amsterdam de 1819 à 1822, étudiant chez son arrière-cousin Cornelis Kruseman (1797-1857), son aîné de sept ans et peintre déjà connu. De 1822 à 1824, il se perfectionne à Bruxelles chez François-Joseph Navez (1787-1869) et Jacques Louis David (1748-1825). En 1824, de retour à Amsterdam où il demeurera jusqu'en 1851, il épouse Alida de Vries (1799-1862). Neuf enfants naissent de leur union, dont deux décèdent avant leur premier anniversaire. En 1836, la famille s'agrandit de Petrus Augustus de Genestet, demeuré seul à la mort de sa mère, la belle-sœur de Jan Adam Kruseman. De Genestet deviendra le poète favori de sa génération.
Jan Adam Kruseman doit sa renommée surtout à ses portraits (environ 500) des membres de la noblesse et la riche bourgeoisie. Il peint également des membres de la famille royale des Pays-Bas. Son premier contact avec la famille royale résulte de la commande passée par Adriaan van der Hoop, riche bourgeois d'Amsterdam, d'un portrait posthume du Tsar Alexandre I. Van der Hoop commande ce portait pour l'offrir à la princesse Anna Pavlovna (1795-1865), sœur d'Alexandre I et épouse du prince héritier Guillaume II. Ce portrait obtient un tel succès que Kruseman reçoit la permission de peindre le roi Guillaume I et son fils. En 1840, quand Guillaume II succède au trône après l'abdication de son père, Kruseman reçoit toute suite la commande d'un portrait officiel. Il fera encore 6 autres portraits de Guillaume II, et en 1852, trois ans après la mort du roi, un portrait de sa veuve Anna Pavlovna.
Ce qui frappe dans les portraits peints par Kruseman, c'est d'abord l'autosatisfaction et la suffisance que dégagent les personnages, et ensuite la minutie avec laquelle sont représentés les moindres détails de l'habillement.

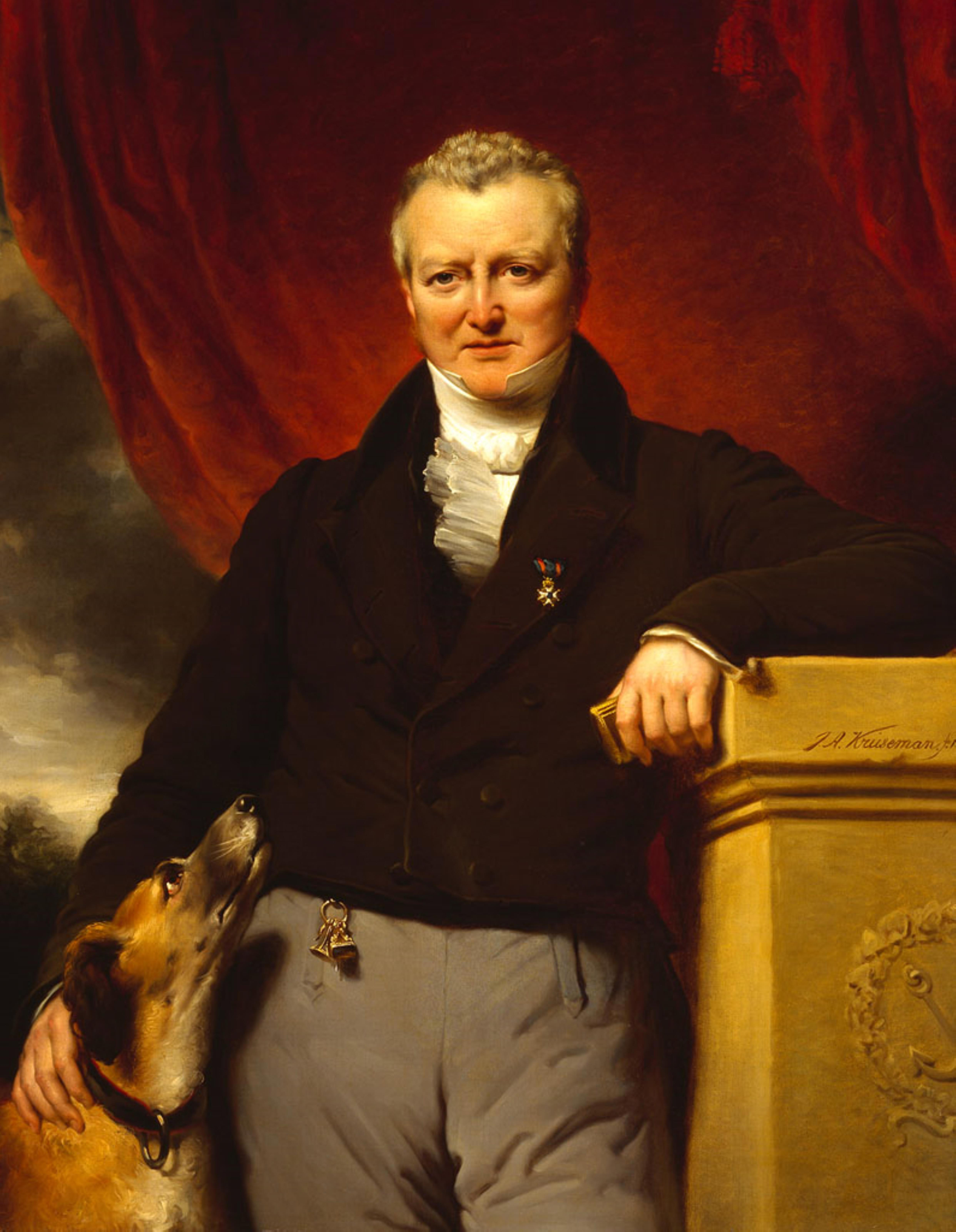
Jan Adam Kruseman: Portrait d'Adriaan van der Hoop (1778-1854) 1835
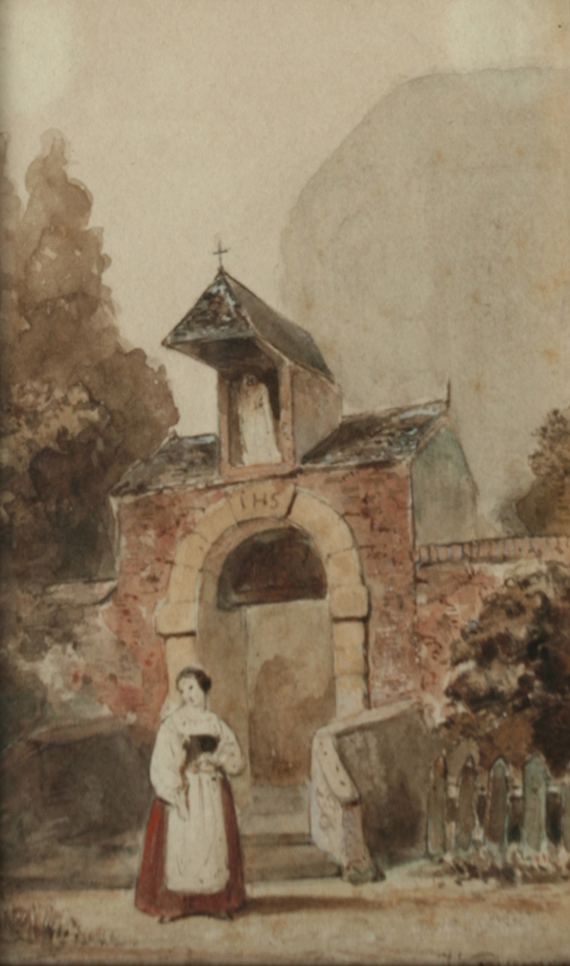
Jan Adam Kruseman: Femme italienne près d'une chapelle
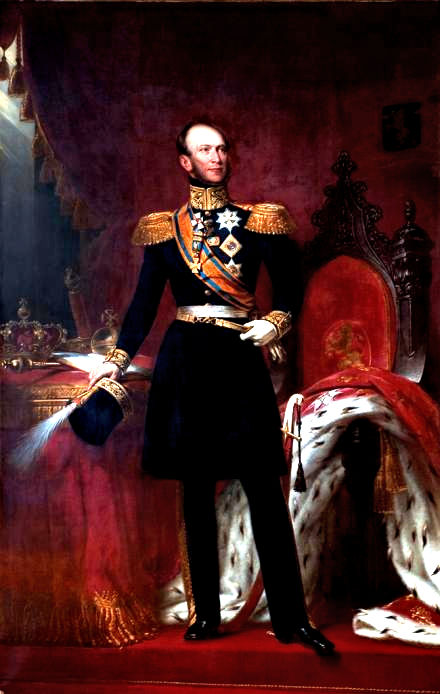
Jan Adam Kruseman: Portrait de Guillaume II des Pays-Bas (1792-1849) 1841

## Sources
- Adriaans, H. (2007) "De armbanden van 1826", Kostuum, Jaarboek van de Nederlandse vereniging voor kostuum, kant, mode en streekdracht, p. 21-36.
- Kam, JG.(1960) "Jan Adam Kruseman Jzn. en zijn catalogus van portretten", Jaarboek Amstellodamum 52  p. 144-72.
- Renting, AD. (red.), (2002) Jan Adam Kruseman 1804-1862, Tentoonstellingscatalogus, Nijmegen: Thieme.